# Die Männer von Saint Malo
Die Männer von Saint Malo (Französischer Originaltitel: Corsairs et Flibustiers = Korsaren und Flibustiere, Alternativtitel: Les Corsaires) ist eine Abenteuer-Fernsehserie aus dem Jahre 1966, die 1975 vom Deutschen Fernsehfunk synchronisiert und in der DDR ausgestrahlt wurde. Die fiktive Handlung ist im 17. Jahrhundert angesiedelt und spielt in Saint-Malo sowie der Karibik.

## Handlung
Kapitän Nicolas Parray de Coursic segelt von Saint-Malo aus in die Karibik und kämpft dort gegen Spanier und Filibustiere wie François l’Olonnais. Auch trifft er den späteren Autor Alexandre Olivier Exquemelin. Nach erfolgreicher Mission kehrt er nach Frankreich zurück.

## Episoden
1. Das Duell
2. Der Verrat
3. Die Piraten
4. Der Herr der Insel
5. Das Gefängnis von Villa Franca
6. Die Revanche der Büffeljäger
7. Die neue Mannschaft
8. Rivalen
9. Der Schatz
10. Die Piratenfrauen
11. Das Komplott
12. Der Fluch des Holländers
13. Heimkehr

## DVD-Veröffentlichung
Die französische Originalfassung wurde 2005 auf DVD ediert. Für die deutsche Synchronfassung steht eine Edition noch aus.

## Trivia
- Für die Dreharbeiten wurde die Requisite der "Hispaniola" aus der deutsch-französischen Koproduktion Die Schatzinsel verwandt.